# Eduardo Matos Moctezuma
Eduardo Matos Moctezuma (11 dicembre 1940) è un archeologo messicano.

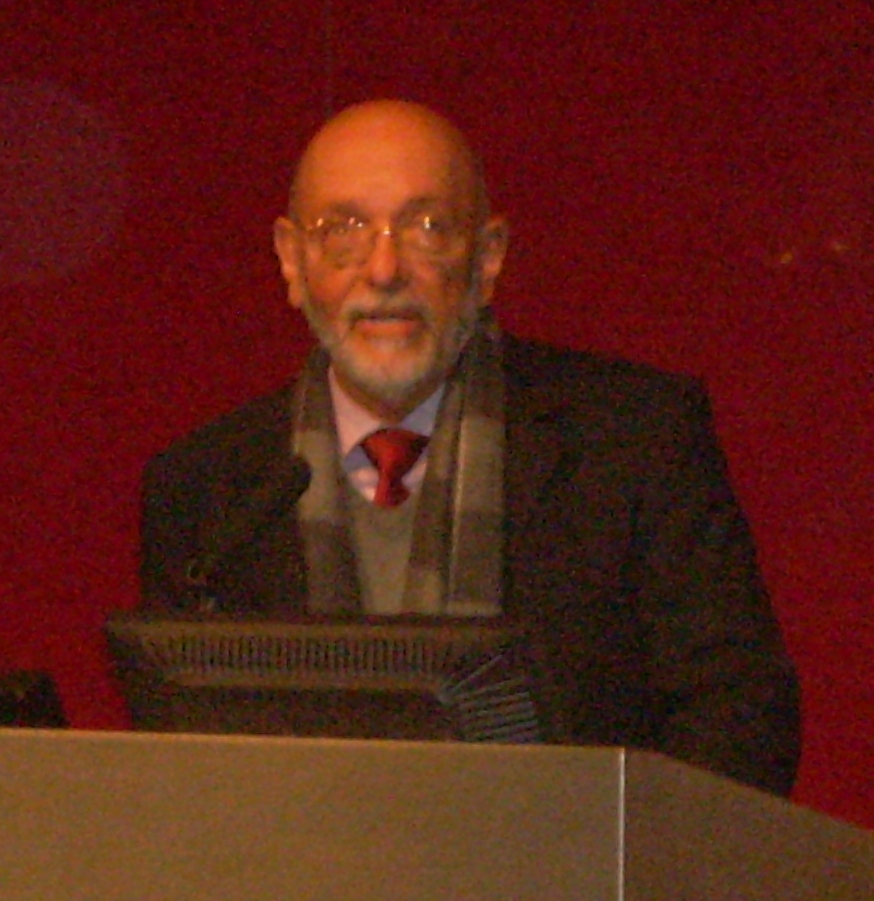
Eduardo Matos Moctezuma

Dal 1978 dirige gli scavi del sito del Templo Mayor di Tenochtitlán, una delle piramidi azteche di Città del Messico.

## Biografia
Matos Moctezuma si laureò frequentando un master universitario presso la Scuola nazionale di antropologia e storia ed uno presso l'UNAM. Eseguì degli scavi presso siti archeologici Maya o nel resto del Messico centrale. Oltre al progetto del Templo Mayor, Matos ha diretto numerosi lavori sul campo presso i siti di Tula e Teotihuacan. Ha fornito anche importanti contributi allo studio della storia dell'archeologia del Messico.
Matos Moctezuma fu direttore del progetto del Templo Mayor fin dal suo avvio, nel 1978. Si tratta di uno dei principali progetti archeologici al mondo. Molti anni di scavi hanno permesso di ricostruire la storia della costruzione del tempio principale dell'impero azteco. Numerose ricche offerte si trovavano nell'area del tempio. L'obiettivo del progetto era di fare luce su religione, impero ed ideologia azteche. Matos Moctezuma supervisionò la creazione del museo del Templo Mayor in cui sono esposti questi repoerti, dirigendolo per molti anni. Il 1987 vide la creazione dell'Urban Archaeology Program (diretto da Matos) grazie al quale gli scavi si spostarono anche in zone non immediatamente adiacenti al Templo Mayor. Questa ricerca è tuttora in corso.
Eduardo Matos Moctuzuma ha pubblicato circa 500 opere durante la sua carriera. Nei suoi libri si leggono resoconti di tecniche archeologiche, lavori interpretativi su reperti, studi sulla storia dell'archeologia e cataloghi di reperti. Oltre al lavoro svolto presso il tempio ed il relativo museo, Matos Moctuzuma ha ricoperto importanti incarichi nell'ambito dell'archeologia messicana. Per conto dell'Istituto Nazionale di Antropologia e Storia diresse il Dipartimento di Monumenti Pre-Ispanici, il Consiglio Archeologico, ed il Museo Nazionale di Antropologia e Storia. Eduardo Matos Moctezuma lavorò per cercare di spiegare la civiltà azteca al grande pubblico tramite letture, scritti e reperti in mostra presso i musei.
Il professor Matos ha ricevuto numerosi premi e menzioni, sia in Messico sia in altri stati. Il più importante è l'elezione al Colegio Nacional, un prestigioso gruppo di studiosi ed artisti messicani. Si distinse come Chevalier dans l'Ordre des Palmes Académiques, Chevalier de l'Ordre National du Mérite e ricevette la nomina a Ordre des Arts et des Lettres dal governo francese. Ricevette anche il premio venezuelano Andrés Bello, l'Henry B. Nicholson Medal dell'Università Harvard e la laurea ad honorem in scienza dalla University of Colorado. È anche membro dell'Istituto Archeologico tedesco, dell'Archaeological Institute statunitense, della Mexican Society of Geography and Statistics, della Academia Mexicana de la Historia e di numerose altre organizzazioni professionali. Fu insignito nel 2007 del National Science and Arts Prize.

## Opere principali
- Eduardo Matos Moctezuma, The Great Temple of the Aztecs, 1988, Thames and Hudson, New York
- Eduardo Matos Moctezuma, "Teotihuacan. La metropoli degli dei", 1989, Jaca Book, Milano
- Eduardo Matos Moctezuma, Life and Death in the Templo Mayor, 1995, tradotto da Bernard R. Ortiz de Montellano e Thelma Ortiz de Montellano, University Press of Colorado, Boulder
- Eduardo Matos Moctezuma ed altri, "Gli ultimi regni Maya", 1998, Jaca Book, Milano
- Eduardo Matos Moctezuma, Excavaciones en la catedral y el sagrario metropolitanos: programa de arqueología urbana, 1999, Instituto Nacional de Antropología e Historia, Città del Messico
- Eduardo Matos Moctezuma, Estudios mexicas, 1999-2005, 5 vol, El Colegio Nacional, Città del Messico
- Eduardo Matos Moctezuma, "Aztechi", Nuova edizione ampliata ed aggiornata, 2001, Jaca Book, Milano
- Eduardo Matos Moctezuma e Felipe Solís, Aztecs, 2002, Royal Academy of Arts, Londra
- Eduardo Matos Moctezuma e Felipe Solis, The Aztec Calendar and Other Solar Monuments, 2005, Grupo Azabache, Città del Messico